# Parlamentswahl in der Mongolei 2020
| QS Ereignisse | Dieser Artikel wurde aufgrund von inhaltlichen Verbesserungsmöglichkeiten auf der Qualitätssicherungsseite des WikiProjekts Ereignisse eingetragen. Dies geschieht, um die Qualität der Artikel aus diesem Themengebiet auf ein höheres Niveau zu bringen. Bitte hilf mit, die inhaltlichen Lücken oder Probleme dieses Artikels zu beseitigen, und beteilige dich an der Diskussion! |  |

Die Parlamentswahl in der Mongolei 2020 fand am 24. Juni statt. Gewählt wurden alle 76 Abgeordneten des Großen Staats-Churals der Mongolei.

## Wahlsystem
Die 76 Mitglieder des Parlaments werden durch Mehrfachstimmen in Wahlkreisen mit mehreren Mitgliedern gewählt. Das Wahlsystem wurde erst beschlossen, als am 22. Dezember 2019 ein neues Wahlgesetz verabschiedet wurde. Es wurde erwartet, dass die Änderungen kleinere Parteien marginalisieren und das Wahlrecht von 150.000 mongolischen Expatriates effektiv aufheben, da sie nicht in einem bestimmten Wahlkreis registriert werden konnten. Das neue Wahlgesetz verbot auch Personen, die wegen „korrupter Praktiken“ für schuldig befunden wurden, an Wahlen teilzunehmen.
Frauenrechtlerinnen forderten eine Anhebung der Geschlechterquote für Nominierungen von 20 % auf 30 %, scheiterten jedoch. Derzeit machen weibliche Abgeordnete 17 % (13 Sitze) im Parlament aus, die höchste Zahl seit den ersten demokratischen Wahlen im Jahr 1990.

## Ergebnis
Die Mongolische Volkspartei erreichte erneut die absolute Mehrheit.
| Listen                         | Stimmen   | %    | Mandate | +/- |
| ------------------------------ | --------- | ---- | ------- | --- |
| Mongolische Volkspartei (MVP)  | 1.795.793 | 44,9 | 62      | −3  |
| Demokratische Partei (DP)      | 978.890   | 24,5 | 11      | +2  |
| Unsere Koalition               | 323.675   | 8,1  | 1       | ±0  |
| Neue Koalition                 | 213.812   | 5,3  | –       | ±0  |
| Koalition der richtigen Person | 209.104   | 5,2  | 1       | +1  |
| Sonstige                       | 127.191   | 3,2  | –       | ±0  |
| Unabhängige                    | 348.078   | 8,7  | 1       | ±0  |
| Gesamt                         | 3.996.543 | 100  | 76      | ±0  |
|                                |           |      |         |     |
| Gültige Stimmzettel            | 3.996.543 | –    |         |     |
| Wahlberechtigte                | 2.003.969 |      |         |     |